# Commémoration

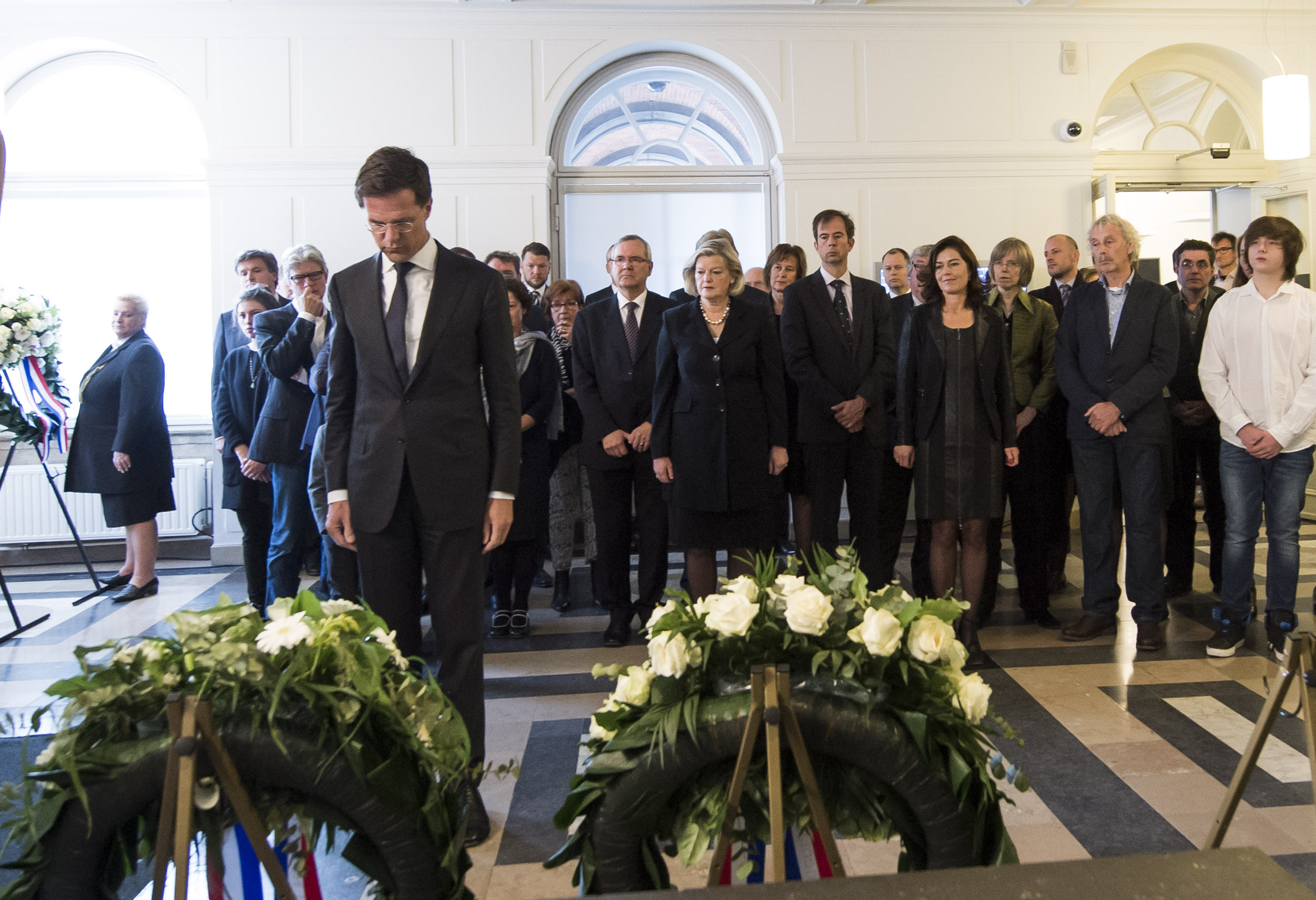
Le Premier ministre des Pays-Bas Mark Rutte avec des représentants du Parlement pour la journée nationale de commémoration (4 mai).

Une commémoration, tel que le définit le TLFi, est « une cérémonie en souvenir d'une personne ou d'un événement, religieuse ou non ». Les thèmes abordés lors de commémorations sont nombreux. Le registre dans lequel s'inscrit une commémoration varie lui aussi. Tout dépend du discours porté par les acteurs (politiques, civils, militaires ou associatifs) lors de cette cérémonie. C'est ainsi qu'une cérémonie commémorative peut, par exemple, être portée vers la célébration d'une victoire, le triste souvenir des morts ou les deux en même temps.
Le cadre des commémorations n'est pas fixe non plus car les cérémonies peuvent avoir une portée internationale, nationale et/ou locale. De plus leur fréquence n'est pas fixe. Elles sont régulières ou occasionnelles. Finalement les commémorations donnent lieu à des événements culturels en dehors de la cérémonie, qui participent à la valorisation de ce même souvenir.
Une commémoration peut être officielle, c'est-à-dire organisée par l’État. Elles tendent alors à conserver la conscience nationale d'un événement de l'histoire, servir d'exemple et de modèle. Elle engage alors tout l'État : les hauts fonctionnaires doivent y assister, les universitaires de toutes disciplines sont appelés et les cérémonies ont alors pour vocation de s'adresser au plus grand nombre. L'un des effets est alors de conforter une mémoire nationale.
De nos jours, le registre des commémorations est supplantée par le concept de devoir de mémoire, ce qui induit quasi-systématiquement un caractère tragique à la cérémonie. Par la multiplication des commémorations, telles que les commémorations communautaires, de nombreuses personnalités, notamment universitaires, dénoncent plusieurs dérives. Par exemple, selon André Kaspi, « la multiplication des commémorations diminue l'effet de chacune d'entre elles ».
Ce registre est différent de celui de la remémoration qui est une simple évocation du passé, sans aspect célébratoire ou festif.

## Modalité des commémorations
Selon l'historien Pascal Ory, la commémoration peut se décliner selon trois modalités : historiographique (ensemble de publications, d'expositions, de conférences qui questionnent sur l'usage de la mémoire relative aux événements, lieux ou personnages commémorés), artistique qui s'exprime notamment dans les œuvres d'art monumentales (architecture, sculpture, s'illustrant dans la statuomanie, la pose de plaques commémoratives, l'attribution de noms de rue, l'érection de bâtiments commémoratifs), cérémonielle (ensemble d'événements ritualisés, de manifestations, de défilés et de spectacles).

### Événements religieux
Les commémorations politiques ont souvent pris la suite des commémorations religieuses, qu'elles soient joyeuses ou tristes, elles sont toujours tournées vers l'espérance, par exemple la Commémoration de tous les fidèles défunts.[réf. nécessaire]

### Monuments et mémoriaux
- Arcs de triomphe, églises, temples, pyramides ou monuments et mémoriaux aux morts.

### Noms de bâtiments publics
- Gares de Waterloo à Londres et d'Austerlitz à Paris.

### Noms de rues, d'avenues de places
- Place de la Concorde, de la Libération à Paris.
- Lieux portant des noms ou des dates.

## Politiques officielles de commémoration
La commémoration peut prendre la forme de déclarations officielles aussi bien que de textes de loi. Elle peut aussi s'appliquer dans le cadre des programmes d'enseignement.

### France
La politique française de commémorations officielles existe sous la Révolution française où elle se greffe sur une longue tradition nationale de cérémonie du souvenir des martyrs (qu'il s'agisse de saints ou de héros), en reprenant certaines traditions païennes dans l'Antiquité.

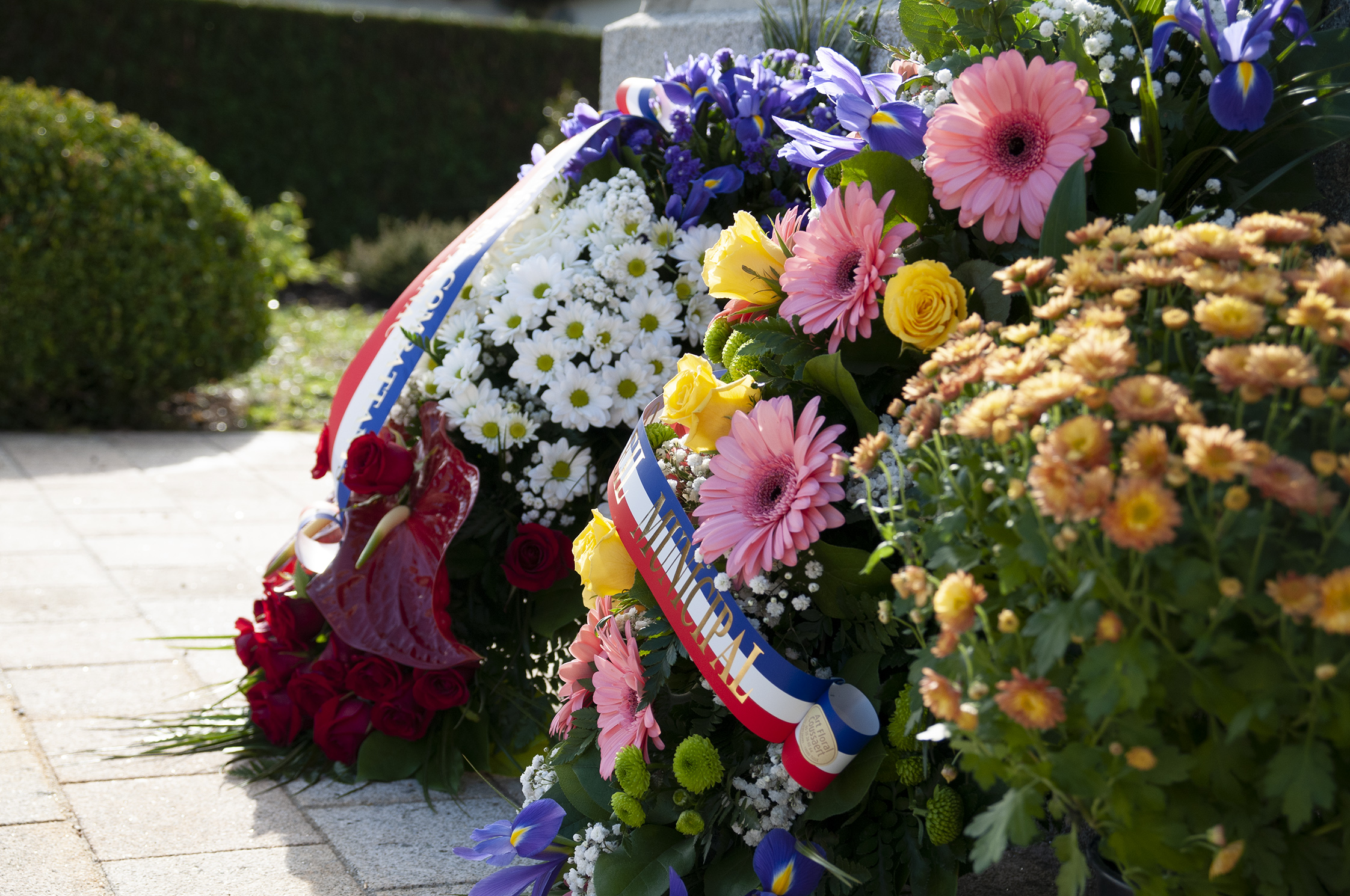
Gerbes de fleurs au pied du monument aux morts dans une commune française à l'occasion du 11 novembre

#### Commémorations nationales
Créée en 1974 par Maurice Druon, alors ministre de la Culture, la délégation aux célébrations nationales dépend à l’origine de l’Association française pour les célébrations nationales. Elle édite une brochure annuelle, le Recueil des célébrations nationales. En 1979, elle sort de son cadre associatif pour être rattachée à la direction des Archives de France. Elle est alors chargée par le ministre de la Culture « de veiller à la commémoration des événements importants de l’histoire nationale ».
En 1998, l’Association française pour les célébrations nationales est supprimée et les crédits qu’elle distribuait répartis entre les directions régionales des affaires culturelles (DRAC). Un Haut comité des célébrations nationales est institué par arrêté du 23 septembre 1998, sous la tutelle de la direction des Archives de France. Composé de personnalités représentatives des domaines historique, littéraire, artistique, scientifique et technique, il est chargé de conseiller le ministre de la Culture pour définir les objectifs et les orientations de la politique des célébrations nationales. Il est présidé successivement par Jean Leclant de 1998 à 2008, puis par Jean Favier de 2008 à 2013 et Danièle Sallenave depuis 2013.
Dans cette configuration, la délégation aux célébrations nationales a pour rôle d'établir la liste des anniversaires à venir, en conseillant les porteurs de projet, en coordonnant si nécessaire les initiatives et en veillant à leur valorisation, en diffusant l’information sur les célébrations et les manifestations. Elle pilote les opérations d’envergure nationale et en collaboration avec les directions régionales des affaires culturelles (DRAC) qui suivent les projets dans leur circonscription.
La Commission de réflexion sur la modernisation des commémorations publiques, créée en décembre 2007 et présidée par André Kaspi, est constituée majoritairement d'historiens qui ont construit un discours critique sur le devoir de mémoire. Elle a pour objectif de réfléchir au sens et au contenu des douze commémorations nationales, dont le nombre a doublé depuis 1999. Le rapport Kaspi, remis le 12 novembre 2008, dénonce cette inflation commémorative initiée sous la présidence de Jacques Chirac, qui entraîne « une désaffection et une incompréhension de la part d'une très grande majorité de la population, un affaiblissement de la mémoire collective, des particularismes qui vont à l'encontre de l'unité nationale. ». Une des principales recommandations de la commission est de ramener à trois dates (11 novembre, 8 mai et 14 juillet) le nombre de commémorations nationales, les autres dates devenant des commémorations locales ou régionales, à l'initiative des collectivités territoriales. Elle plaide pour "des formes nouvelles de commémoration" (tourisme de mémoire, projets pédagogiques dans les écoles, programmes et événements pour les médias).  Ce rapport qui suscite des polémiques et des protestations publiques à droite comme à gauche, est enterré et la commission est dissoute en décembre 2018,.
En 2011, le terme « célébration » est changé en « commémoration », à la suite d'une polémique à propos du cinquantenaire de la mort de l'écrivain Louis-Ferdinand Céline aux idées antisémites, qui est inclus dans la liste des personnages du Recueil des célébrations nationales. La brochure est remplacée par un Livre des commémorations nationales.

#### Devoir de mémoire
Depuis les années 1990, on constate l'émergence de la notion assez difficile à cerner de « devoir de mémoire ». Ce dernier a d'abord été invoqué pour demander à la nation de reconnaître la responsabilité de l’État français dans les persécutions et la déportation des Juifs pendant la Seconde Guerre mondiale. C'est en 1993 que le président Mitterrand a instauré une Journée nationale de commémoration des persécutions racistes et antisémites. Deux ans plus tard, le 16 juillet 1995, le président Chirac reconnaissait la responsabilité de l'État dans les persécutions anti-juives de la période 1940-1944. Jusqu'alors, la théorie gaullienne, en refusant d'admettre la légalité du régime du maréchal Pétain, considérait que la France n'était pas responsable de ses actes. Cette reconnaissance a été confirmée par les Premiers ministres Lionel Jospin et Jean-Pierre Raffarin.
Entre-temps, la loi du 13 juillet 1990, dite loi Gayssot, a fait un délit de la contestation de l'existence des crimes contre l'humanité. Puis la loi du 29 janvier 2001 a reconnu officiellement le génocide des Arméniens par les forces turques en 1915. Enfin, par la loi Taubira du 21 mai 2001, la France a reconnu comme crimes contre l'humanité la traite négrière et l'esclavage. Elle impose aux programmes scolaires et aux programmes de recherche d'accorder à ces sujets « la place conséquente (sic) qu'ils méritent », point contesté par des chercheurs qui estiment que la loi ne peut définir le cadre des recherches historiques. Enfin, la loi Taubira a mené à l'institution en 2006 d'une journée commémorant l'esclavage et son abolition. Cette journée est fixée au 10 mai, date d'adoption de la loi.
La SNCF était directement concernée par la déportation des Juifs pendant la Seconde Guerre mondiale, et a demandé qu'un livre soit écrit pour éclaircir le rôle de l'entreprise pendant l'occupation (voir bibliographie de l'histoire de la SNCF pendant l'occupation).
En juin 2008, le président de la République a voulu renforcer et généraliser le « devoir de mémoire » à tous les Français en faisant « adopter par chaque enfant du Cours élémentaire un enfant juif du même âge, mort en déportation ». Cette mesure, qui a été jugée inutilement traumatisante pour des enfants, semble avoir été abandonnée.
L'évolution de la Société, dans le sens d'intégration des communautés et face au raisonnement économique auquel nous sommes confronté, la question des jours fériés liés aux jours de commémoration est relancée comme elle le fut avec la journée de solidarité peut on dire en souvenir des morts de la canicule de 2003 à Paris.

### États-Unis

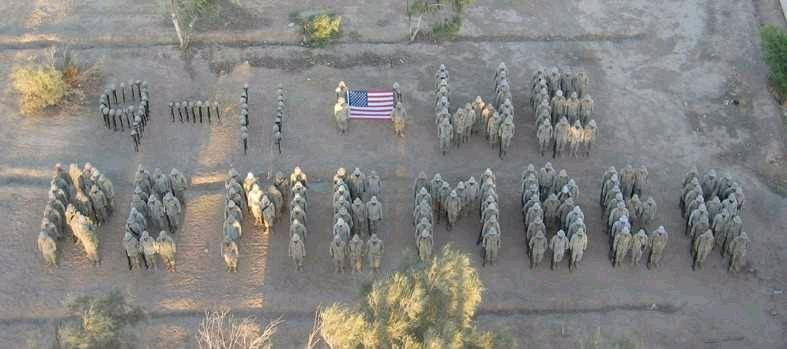
Ces G.I.'s forment sur le sol irakien une chaîne humaine formant les mots « 9-11 We Remember » (nous nous souvenons). Leur présence en Irak est officiellement justifiée par les victimes du World Trade Center.

Les politiques de commémoration sont très développées aux États-Unis d'Amérique.

### Autriche
Le Service autrichien en mémoire de l'holocauste, créé en 1991-1992, est une alternative au service militaire.
La Recherche des Racines (ou Spurensuche en allemand) est un projet d'échange qui a été initié par la République d'Autriche en 1994. 15 jeunes Israéliens ayant des ancêtres autrichiens sont donc invités à rester en Autriche pendant 10 jours pour y mener un projet avec 15 jeunes Autrichiens. Ils essaient donc d'apprendre ce qui est arrivé à leurs ancêtres, visitant les endroits où ils habitaient et cherchant à retrouver leurs traces.
Bien que l'accent du projet soit mis sur la recherche des racines familiales, l'aspect de créer des amitiés austro-israéliennes est important aussi, car les jeunes visitent des villes autrichiennes typiques et ont aussi assez de temps libre à leur propre emploi.
Le but de ce projet est d'établir des meilleures relations entre les deux pays et de découvrir l'Autriche par la vue des autres. (Articles dans Wikipedia sur ce service, en allemand, en anglais et en espagnol)

## Commémoratif

### Description
Adjectif signifiant « fait appel à la mémoire », qui qualifie divers témoignages laissés lors d'une manifestation de commémoration en souvenir d'un fait ou d'un personnage, généralement d'une création humaine à une date donnée, en direction des civilisations futures. On commémore donc un événement et on célèbre son anniversaire (se garder de commémorer le énième anniversaire d'un événement à moins de se souvenir spécifiquement de cet anniversaire-là).
Souvent objet d'une participation publique pour son financement généralement par une souscription, elle peut en France être associée au financement du 1 % artistique.
Témoignages commémoratifs : monuments, statues, places, arbres, poèmes, timbres, peintures, médailles, monnaies, bâtiments, nom de rue, etc.

### Exemples
- Monuments aux morts ou même monuments aux morts pacifistes pour la fin de la guerre de 1914-1918, 1939-1945, etc.
- Monument de la Paix, contre les guerres et conflits, etc.
- Arc de triomphe de l'Étoile.
- Place du World Trade Center avec le sous-sol dévasté conservé.
- Les mentions commémoratives des grands faits d'armes sont mentionnées sur les drapeaux.
- Les jours de mémoire.
- Arbres du bicentenaire : Ginkgo biloba  en 1989 Révolution française dans les communes de Seine-et-Marne : espèces généralement choisies pour leur durée comme le séquoia ou leur identification remarquable le Paulownia tomentosa odorant comme celui semé au Collège de France par le professeur Jacques Le Magnen devenu aveugle.

## La « commémorationnite »
Le néologisme « commémorationnite » désigne « une propension française à commémorer des faits, des œuvres ou des personnalités dans tous les domaines, au risque d'un nivellement du sens et des valeurs dans l'esprit d'un public peu averti ». Cela passe notamment par le doublon d'anniversaires de naissance et de décès d'une personnalité ou d'une tendance à célébrer tous les chiffres ronds (dixième, vingtième, trentième anniversaire, etc.), conduisant les éditeurs à souvent indexer leur agenda (biographies, rééditions, témoignages, introspection d'un personnage, etc.) en fonction de ces célébrations.